# Multihoming
Multihoming (còn gọi là Đa chủ hay Kết nối nhiều mạng) là một thành phần dịch vụ mạng quan trọng với cơ chế cho phép một trang mạng có thể đáp ứng một lượng lớn các yêu cầu ở mức cao. Theo cách khác, nó còn được mô tả là sự kết nối từ một máy tính hay thiết bị đến nhiều hơn một mạng máy tính. Điều này giúp tăng sự đáng tin cậy của một IP, chẳng hạn như người dùng sử dụng nhiều hơn một  Nhà cung cấp dịch vụ Internet. Multihoming cũng có thể tăng chi phí bao gồm:
- Chi phí trả trước: tìm kiếm, đầu tư ban đầu, huấn luyện
- Chi phí duy trì: chi phí thành viên, chi phí duy trì
- Chi phí ngưng thiết lập: giá trị cứu vãn của phần cứng/phần mềm, chi phí chấm dứt

### Các giải pháp tiềm năng
- Site Multihoming by IPv6 Intermediation
- Host Identity Protocol
- SCTP
- Locator/Identifier Separation Protocol
- Identifier/Locator Network Protocol

### IPv4 multihoming
- O'Reilly article on BGP Multihoming
- Elfiq Networks' introduction to multihoming though link balancer appliances without BGP
- Cisco multihoming configuration example
- Windows Multihoming example for Single Link, Multiple IP address (Link down as per 2009 Jan 28, see the internet archive for a cached version)
- XRoads Networks' methods for implementing non-routing protocol multihoming Lưu trữ ngày 17 tháng 5 năm 2013 tại Wayback Machine

### IPv6 multihoming
- Ecessa article on multihoming
- Old IETF IPv6 multihoming working group Lưu trữ ngày 4 tháng 10 năm 2008 tại Wayback Machine
- Current IETF IPv6 multihoming working group
- Internet-Draft: Analysis of IPv6 Multihoming Scenarios

## Nghiên cứu thêm
- Akella, A.; Maggs, B.; Seshan, S.; Shaikh, A.; and Sitaraman, R. (2003). "A measurement-based analysis of multihoming". Proceedings of the 2003 conference on Applications, technologies, architectures, and protocols for computer communications (SIGCOMM '03). tr. 353–364. doi:10.1145/863955.863995.{{Chú thích tạp chí}}:  Quản lý CS1: nhiều tên: danh sách tác giả (liên kết)
- De Launois, C.; Bagnulo, M. (2006). "The paths toward IPv6 multihoming". IEEE Communications Surveys & Tutorials. Quyển 8 số 2. tr. 38–51. doi:10.1109/COMST.2006.315853.{{Chú thích tạp chí}}:  Quản lý CS1: nhiều tên: danh sách tác giả (liên kết)
- Hau, T.; Burghardt, D.; and Brenner, W. (2011). "Multihoming, content delivery networks, and the market for Internet connectivity". Telecommunications Policy. Quyển 35 số 6. tr. 532–542. doi:10.1016/j.telpol.2011.04.002.{{Chú thích tạp chí}}:  Quản lý CS1: nhiều tên: danh sách tác giả (liên kết)